# Тклапіваке
Тклапіваке (груз. ტყლაპივაკე) — село в Грузії.
За даними перепису населення 2014 року в селі проживає 1080 особи.